# Salón de la Fama del Atletismo
Salón de la Fama del Atletismo (en inglés IAAF Hall of Fame) es un recinto que honra a los atletas más destacados de la historia. Su apertura coincidió con el centenario de creación de la Asociación Internacional de Federaciones de Atletismo.
El salón, que no tiene sede definida, fue inaugurado el año 2012 con la ceremonia de incorporación de los primeros veinticuatro miembros, que tuvo lugar en la ciudad de Barcelona

## Criterios de ingreso
Para que un atleta forme parte del Salón de la Fama, se tomarán en cuenta los siguientes criterios mínimos para su admisión:
- Haber ganado al menos dos medallas de oro en Juegos Olímpicos o Campeonatos Mundiales.
- Haber implantado un récord mundial.
- Estar en situación de retiro de la actividad deportiva por espacio de diez o más años en el momento de la elección al Salón de la Fama.

## Panel de expertos para la selección de los miembros
Un panel de expertos es el encargado de seleccionar a los miembros del Salón de la Fama, que también incluirá a los afiliados de larga permanencia de la Asociación de Estadísticos del Atletismo (ATFS por sus siglas en inglés).

## Miembros
- Miembros del Salón de la Fama del Atletismo